# Sveriges Television
A Sveriges Television (Televisão Sueca, mais conhecida pela sigla SVT) é uma empresa sueca de utilidade pública, cujo papel é a produção e emissão da televisão pública do país.
 É financiada por um imposto de serviço público sobre a renda pessoal estabelecido pelo Riksdag.
Faz parte do sistema de radiodifusão pública sueca, juntamente com o Sveriges Radio (rádio) e o Sveriges Utbildningsradio (serviço educacional).

## Canais Nacionais
Atualmente a SVT é constituída pelos seguintes canais:
| Logótipo | Canal           | Descrição | Fundação                         |
| -------- | --------------- | --- | -------------------------------- |
|          | SVT1            | Principal canal da SVT, com programação com predominância nas notícias, dramaturgia, documentários, filmes, cultura e entretenimento, como também em programação regional. SVT1 HD assegura a transmissão em alta definição do canal. | 4 de setembro de 1956 (68 anos)  |
|          | SVT2            | Programação especializada, incluindo filmes europeus, programas culturais e juvenis, jornais regionais, programas em finlandês, sami e em língua gestual SVT2 HD assegura a transmissão em alta definição do canal.                   | 5 de dezembro de 1969 (55 anos)  |
|          | SVT24           | Canal de notícias, desporto, entretenimento e repetições da SVT1 e SVT2. | 15 de março de 1999 (26 anos)    |
|          | SVT Barn        | Programação destinada a crianças e pré-adolescentes. | 23 de dezembro de 2002 (22 anos) |
|          | Kunskapskanalen | Canal educativo e cultural, transmitindo debates, seminários e documentários em cooperação com a UR. | 27 de setembro de 2004 (20 anos) |

## Programas

### Produções SVT
- Rapport
- Aktuellt
- Melodifestivalen
- Expedition Robinson
- Allsång på Skansen
- Rederiet

### Outros
- Festivais Eurovisão da Canção 1975, 1985, 1992, 2000, 2013, 2016